# London Critics’ Circle Film Award/Bester britischer Produzent
Von 1992 bis 2001 und von 2006 bis 2007 wurden bei den London Critics’ Circle Film Awards die Besten britischen Produzenten geehrt.
Bisher waren nur Tim Bevan und Eric Fellner zweimal mit ihren Filmen erfolgreich.

## Preisträger
Anmerkung: Die Preisverleihung bezieht sich immer auf Filme des vergangenen Jahres, Preisträger von 2001 wurden also für ihre Leistungen von 2000 ausgezeichnet.
| Jahr | Preisträger                            | Film                                                            |
| ---- | -------------------------------------- | --------------------------------------------------------------- |
| 1992 | Lynda Myles Roger Randall-Cutler       | Die Commitments (The Commitments)                               |
| 1993 | Stephen Woolley                        | The Crying Game                                                 |
| 1994 | Kenneth Branagh                        | Viel Lärm um nichts (Much Ado About Nothing)                    |
| 1995 | Duncan Kenworthy                       | Vier Hochzeiten und ein Todesfall (Four Weddings and a Funeral) |
| 1996 | Simon Fields Peter Chelsom             | Funny Bones – Tödliche Scherze                                  |
| 1997 | Andrew Macdonald                       | Trainspotting – Neue Helden                                     |
| 1998 | Uberto Pasolini                        | Ganz oder gar nicht (The Full Monty)                            |
| 1999 | Alison Owen Tim Bevan Eric Fellner     | Elizabeth                                                       |
| 2000 | Leslee Udwin                           | East is East                                                    |
| 2001 | Greg Brenman Jonathan Finn             | Billy Elliot – I Will Dance                                     |
| 2006 | Simon Channing-Williams                | Der ewige Gärtner (The Constant Gardener)                       |
| 2007 | Tim Bevan Eric Fellner Paul Greengrass | Flug 93 (United 93)                                             |